# The Getaway (1972)
The Getaway is een Amerikaanse misdaadfilm van regisseur Sam Peckinpah uit 1972 en met Steve McQueen in de hoofdrol.
De film is gebaseerd op de gelijknamige roman van Jim Thompson en werd in een scenario omgezet door Walter Hill, bekend van andere films zoals 48 Hrs. en The Driver.

## Verhaal
Carter 'Doc' McCoy zit in de gevangenis. Zodra zijn vervroegde vrijlating geweigerd wordt, vraagt hij aan zijn echtgenote Carol om een deal te sluiten met Jack Benyon, een corrupte zakenman. Benyon kan McCoy vervroegd vrijkrijgen, maar op één voorwaarde: McCoy moet samen met twee van Benyons mannen, Frank en Rudy, deelnemen aan een bankoverval. De deal gaat door, maar de overval loopt volledig fout.
Frank doodt een bewakingsagent en Rudy probeert zijn collega's te bedriegen en met al het geld te gaan lopen. Hij vermoordt Frank en richt zijn wapen op Doc, die sterk reageert en Rudy kan overmeesteren. Hij vuurt enkele kogels af op Rudy en trekt naar Benyon. Daar verdelen ze het geld, terwijl Benyon duidelijk maakt dat hij samen met Carol een andere deal had. We krijgen het gevoel dat Carol en Benyon samen Doc verraden hebben, maar wanneer Carol met een wapen achter de rug van Doc verschijnt, schiet ze Benyon neer.
Het duo neemt al het geld mee en vlucht naar een hotel in El Paso. Ondertussen laat Rudy, die tijdens de overval een kogelvrije vest droeg, zich verzorgen door een veearts genaamd Harold. Hij gijzelt Harold en diens vrouw Fran en trekt naar El Paso om wraak te nemen. Tijdens hun rit verleidt Rudy de vrouw van Harold. Ondertussen trekt ook Cully, de broer van Jack Benyon, naar El Paso om het duo te vinden.
Op een station wordt de tas vol geld gestolen door een wisseltruc met de sleutel van een bagagekluis, net op het moment dat Doc even weg is. Wanneer hij terugkomt, gaan Carol en Doc meteen op zoek naar de dief. Ze vinden hem, maar hij vlucht in de trein die op het punt staat te vertrekken. In de trein weet Doc hem te overmeesteren. De dief en enkele ooggetuigen trekken naar de politie en kunnen Doc identificeren. De politie verspreidt een foto van Doc in de media en er zijn voortdurend mensen die het koppel herkennen. Meerdere malen komt het tot een gevaarlijke confrontatie met de politie. Hevige vuurgevechten zijn het gevolg, maar het koppel kan telkens weer ontsnappen aan de greep van de politie.
Ondertussen heeft Harold zich, uit vernedering, opgehangen. Rudy en Fran komen aan bij het hotel in El Paso, maar ze zijn eerder dan Carol en Doc. Rudy bedreigt de hoteleigenaar en verplicht hem om hen te verwittigen wanneer Doc in het hotel aankomt. Maar toch slaagt Doc er in Rudy te verrassen en te vluchten. Maar ook Cully en zijn bende komt op dat moment aan, waardoor er een groot vuurgevecht ontstaat. Doc en Carol doden de hele bende van Cully en vluchten via de brandtrap weg maar worden achtervolgd door Rudy. Doc schiet hem dood.
Het koppel vlucht opnieuw en steelt de wagen van een cowboy. Met hun drieën trekken ze opnieuw naar een andere plaats. Het koppel komt goed overeen met de man en besluit hem $30.000 te geven. Op dat moment scheiden hun wegen en begint Doc een nieuw leven met Carol.

## Rolverdeling
| Acteur          | Personage                       |
| --------------- | ------------------------------- |
| Steve McQueen   | Carter 'Doc' McCoy              |
| Ali MacGraw     | Carol Ainsley McCoy             |
| Ben Johnson     | Jack Benyon                     |
| Sally Struthers | Fran Clinton                    |
| Al Lettieri     | Rudy Butler                     |
| Roy Jenson      | Cully                           |
| Richard Bright  | een oplichter                   |
| Jack Dodson     | Harold Clinton, een dierenarts. |
| Slim Pickens    | de cowboy die de McCoys helpt   |
| Bo Hopkins      | Frank Jackson                   |
| Dub Taylor      | Laughlin                        |

## Achtergrond

### Productie
Steve McQueen moedigde zijn uitgever David Foster aan om filmproducent te worden. Zijn eerste poging was Butch Cassidy and the Sundance Kid. 20th Century Fox wilde echter niet dat Foster de productie op zich zou nemen. Het project kwam niet van de grond en de film werd uiteindelijk door John Forman geproduceerd met Robert Redford in de rol die aanvankelijk aan McQueen was toebedacht. Terwijl McQueen bezig was met Le Mans verkreeg Foster de filmrechten op Jim Thompson's misdaadroman The Getaway. Foster stuurde McQueen een exemplaar van het boek en drong erop aan dat hij mee zou werken aan de verfilming ervan.
Peter Bogdanovich was Foster’s eerste keuze voor de regie, maar hij wees Fosters aanbod af toen hij van Warner Brothers de kans kreeg om What's Up, Doc? te regisseren en niet de mogelijkheid zag beide films te doen. McQueen raadde vervolgens Peckinpah aan, met wie hij had gewerkt aan Junior Bonner. Peckinpah had weer een grote hit nodig en stemde in met de regie.

### Scenario
Jim Thompson werd zelf ingehuurd door Foster en McQueen om zijn eigen roman om te zetten tot een filmscenario. Hij werkte vier maanden aan het scenario en kwam met een proefexemplaar dat voor dezelfde scène meerdere alternatieven bevatte. McQueen kon zich echter niet vinden in het depressieve einde van de film en huurde Walter Hill in om het scenario te herschrijven.

### Acteurs
Toen Peter Bogdanovich nog de regie op zich zou nemen, wilde hij Cybill Shepherd, zijn toenmalige vriendin, de rol van Carol geven. Toen Peckinpah de regie overnam, wilde hij de rol van Carol aan Stella Stevens geven. Hij had al eerder met haar gewerkt aan The Ballad of Cable Hogue. Andere keuzes voor de rol waren Angie Dickinson en Dyan Cannon. Foster suggereerde Ali MacGraw, een actrice die sinds het succes van Love Story (1970) erg gewild was bij filmstudio’s. Haar echtgenoot, Robert Evans, regelde een ontmoeting tussen haar, Foster, McQueen en Peckinpah.
Peckinpah wilde acteur Jack Palance de rol van Butler geven, maar kon niet voldoen aan de salariseisen van de acteur. Walter Hill suggereerde Richard Bright vanwege diens prestaties in Panic in Needle Park. Peckinpah beschouwde Bright ook als een aanwinst voor de film, maar gaf hem uiteindelijk de rol van de oplichter op het treinstation. Producent Albert Ruddy liet Peckinpah kennis maken met Al Lettieri, met wie hij werkte aan The Godfather.

### Opnames
De opnames begonnen op 7 februari 1972. Er werd gefilmd op locatie in meerdere Texaanse steden zoals Huntsville, San Marcos, San Antonio, Fabens en El Paso. Peckinpah filmde de openingsscènes in de plaatselijke gevangenis, met echte gevangenen als figuranten.
Het wapen dat Steve McQueen in de hele film gebruikt is een M1911-pistool. Hij kon door zijn ervaringen in het leger goed met het wapen omgaan.
Steve McQueen en tegenspeelster Ali MacGraw werden tijdens de opnames verliefd op elkaar en trouwden in 1973. In 1978 scheidde het koppel.
Peckinpah's alcoholprobleem nam tijdens de productie flink toe, tot het punt waarop hij zelfs aangaf niet nuchter te kunnen regisseren. Hij en McQueen hadden geregeld woorden met elkaar.

### Filmmuziek
Componist Jerry Fielding, met wie Peckinpah al vaker had samengewerkt, werd aanvankelijk benaderd voor het componeren van de filmmuziek. Tijdens een voorvertoning was McQueen echter niet tevreden over de muziek en huurde Quincy Jones in om alle muziek opnieuw te componeren. Zijn muziek bevatte onder andere mondharmonicasolo’s van Toots Thielemans.

### Opvolger
- In 1994 volgde er een vervolg van The Getaway onder dezelfde titel. De rol van Steve McQueen werd toen gespeeld door Alec Baldwin.

## Prijzen en nominaties
In 1973 won de film een Golden Reel Award voor beste geluidsmontage.
De muziek van de film werd genomineerd voor een Golden Globe.